# كوريهارا (مياغي)
مدينة كوريهارا (بالإنجليزية: Kurihara)‏ هي أحد المدن التابعة لمحافظة مياغي. تأسست رسميًا في 01/04/2005. ويقدر عدد سكانها بـ 77862 نسمة حسب تقدير مكتب الإحصاء الياباني لعام 2012. تبلغ مساحة كوريهارا 804.93 كم2. بكثافة سكانية تبلغ 96.7 نسمة/كم2.

## المناخ
يظهر الجدول التالي التغييرات المناخية على مدار السنة لكوريهارا:
| البيانات المناخية لـكوريهارا           | البيانات المناخية لـكوريهارا | البيانات المناخية لـكوريهارا | البيانات المناخية لـكوريهارا | البيانات المناخية لـكوريهارا | البيانات المناخية لـكوريهارا | البيانات المناخية لـكوريهارا | البيانات المناخية لـكوريهارا | البيانات المناخية لـكوريهارا | البيانات المناخية لـكوريهارا | البيانات المناخية لـكوريهارا | البيانات المناخية لـكوريهارا | البيانات المناخية لـكوريهارا | البيانات المناخية لـكوريهارا |
| الشهر                                  | يناير                        | فبراير                       | مارس                         | أبريل                        | مايو                         | يونيو                        | يوليو                        | أغسطس                        | سبتمبر                       | أكتوبر                       | نوفمبر                       | ديسمبر                       | المعدل السنوي                |
| -------------------------------------- | ---------------------------- | ---------------------------- | ---------------------------- | ---------------------------- | ---------------------------- | ---------------------------- | ---------------------------- | ---------------------------- | ---------------------------- | ---------------------------- | ---------------------------- | ---------------------------- | ---------------------------- |
| متوسط درجة الحرارة الكبرى °م (°ف)      | 0.0 (32.0)                   | 0.5 (32.9)                   | 4.0 (39.2)                   | 11.3 (52.3)                  | 16.8 (62.2)                  | 19.8 (67.6)                  | 23.0 (73.4)                  | 25.0 (77.0)                  | 20.7 (69.3)                  | 15.3 (59.5)                  | 9.0 (48.2)                   | 3.1 (37.6)                   | 12.4 (54.3)                  |
| المتوسط اليومي °م (°ف)                 | −3.0 (26.6)                  | −2.7 (27.1)                  | 0.2 (32.4)                   | 6.4 (43.5)                   | 11.7 (53.1)                  | 15.5 (59.9)                  | 19.2 (66.6)                  | 20.8 (69.4)                  | 16.7 (62.1)                  | 10.8 (51.4)                  | 5.0 (41.0)                   | 0.0 (32.0)                   | 8.4 (47.1)                   |
| متوسط درجة الحرارة الصغرى °م (°ف)      | −6.5 (20.3)                  | −6.3 (20.7)                  | −3.7 (25.3)                  | 1.5 (34.7)                   | 6.5 (43.7)                   | 11.4 (52.5)                  | 15.7 (60.3)                  | 17.2 (63.0)                  | 13.0 (55.4)                  | 6.5 (43.7)                   | 0.8 (33.4)                   | −3.4 (25.9)                  | 4.4 (39.9)                   |
| المصدر: وكالة الأرصاد الجوية اليابانية |                              |                              |                              |                              |                              |                              |                              |                              |                              |                              |                              |                              |                              |